# Ершов, Иван Захарович
Ива́н Заха́рович Ершо́в (1777/1778, Москва — 1852, Санкт-Петербург) — русский генерал-лейтенант, участник Наполеоновских войн.

## Биография
Родился 27 декабря 1777 (7 января 1778) года в Москве, происходил из дворян Орловской губернии, им принадлежало село Алешне в Болховском уезде. Отец, Захар Иванович, умер 13 апреля 1782 года, а спустя немногим более года, 21 августа 1783 года скончалась и его мать, Екатерина Васильевна. Оставшись малолетним сиротой под опекой дяди, он учился в московском пансионе Бартоли. Записанный в 1786 году унтер-офицером в лейб-гвардии Конный полк, он 27 января 1797 года был произведён в корнеты Сумского гусарского полка и в 1799 году в составе корпуса Римского-Корсакова принял участие в Швейцарском походе.
Переведённый в 1801 году в Кавалергардский полк, Ершов участвовал в кампании 1807 года, в том числе и в сражениях при Гейльсберге, Гуттшдадте и Фридланде; 24 июня 1809 года был произведён в полковники.
В Отечественную войну Ершов, командуя запасным эскадроном Кавалергардского полка, был назначен в состав сводного кирасирского полка, при корпусе графа Витгенштейна, и 6 августа в сражении под Полоцком произвёл с дивизионом кирасир блестящую атаку на батарею, захватив 15 орудий, за что был 4 сентября награждён орденом св. Георгия 4-й степени (№ 2424 по списку Григоровича — Степанова и № 1057 по списку Судравского)
В воздаяние ревностной службы и отличия, оказанного в кампанию против французских войск в 1812 году, в сражении при Полоцке августа 5 и 6, где с эскадроном Кавалергардского полка, подкрепив стрелков, принудил отступить неприятельскую колонну и действовал с отличною неустрашимостию при взятии батареи.
Участвуя затем при взятии Полоцка и в боях при Чашниках, Смолянах, Лукомле и Березине, был награждён орденами св. Анны 2-й степени, св. Владимира 3-й степени и бриллиантами к ордену св. Анны 2-й степени. В начале 1813 года его эскадрону был пожалован Георгиевский штандарт с надписью: «3а отличие при поражении и изгнании неприятеля из пределов России 1812 года».
В 1813 году Ершов вступил в командование кавалергардами и во главе их участвовал в заграничных походах и сражениях при Люцене, Бауцене, Дрездене и Кульме и за боевые отличия был 15 сентября произведён в генерал-майоры (со старшинством с 17 августа 1813 года). Командированный затем в Польскую армию, Ершов, находясь в отряде генерала Чаплица, участвовал в блокаде Модлина и Гамбурга.
Назначенный в 1815 году командиром 2-й бригады 4-й драгунской дивизии, он был перемещён в 1817 году на ту же должность в 1-ю драгунскую и затем в 1821 году — во 2-ю кирасирскую дивизии. 29 марта 1825 года Ершов был назначен начальником 2-й кирасирской дивизии и 22 августа следующего года был произведён в генерал-лейтенанты. 19 декабря 1827 года он был зачислен по кавалерии, а 16 декабря 1833 года — уволен от службы с мундиром и сохранением полного жалования. Среди прочих наград имел прусский орден «Пур ле мерит» и Кульмский крест.
В 1851 году вместе с сыном Иваном был отдан под суд по обвинению в клевете на бывшего калужского губернатора Н. М. Смирнова (мужа А. О. Россет), вследствие жалобы по делу о продаже Иваном Захаровичем Ершовым своего имения жене гвардии ротмистра Россета. Не дождавшись приговора, 18 (30) января 1852 года Ершов умер в Петербурге. После отпевания в Исаакиевском соборе его тело было перевезено на московское кладбище Донского монастыря.

## Брак и дети
Жена (с 1804 года) — Евдокия (Авдотья) Семёновна Жегулина (02.11.1783—1863), дочь генерал-майора Семёна Семёновича Жегулина, последнего губернатора Таврической области. В 1800 году была выпущена из Смольного института. В обществе слыла красавицей, играла на фортепьяно и великолепно пела. Была заметной особой при дворе великого князя Константина Павловича. Позже любила вспоминать былое время и рассказывать разные интересные случаи и анекдоты. М. М. Молчанов, видевший её в 1848 году в Крыму, писал о ней:
Это была пожилых лет дама, но пользовавшаяся прекрасным здоровьем. Сохранив здоровье и телесные силы, сохранила и всю бодрость духа, и весь свой светлый ум, а что того важнее — постоянно веселое, ничем не возмущаемое спокойное расположение духа. Вела она крайне уединенную жизнь, в том смысле, что почти никуда не выезжала, но имела кружок близких знакомых, оставшихся ей верными до выезда её в Москву, перед самым началом Крымской войны.
В своем доме в Симферополе почти каждый вечер устраивала музыкальные вечера, где собирались любители музыки и близкие знакомые. Заграничные артисты считали долгом представиться такой любительнице музыки, какой слыла Ершова. У неё бывали композитор А. Н. Серов, пианисты Шульгоф, Сеймур Шифф, Лешетицкий и скрипач Свечин. В браке имела двух сыновей:
- Иван Иванович (27.05.1806—16.08.1864), полковник в отставке, в 1851 году вместе с отцом был отдан под суд, был признан виновным в клевете на Н. М. Смирнова и приговорен Сенатом к тюремному заключению на 6 месяцев, от которого освобождён, так как был прощен Смирновым. Умер в Москве и похоронен рядом с отцом в Донском монастыре. В браке с княжной Варварой Вяземской имел шестерых детей.
- Николай Иванович (21.01.1811—18.08.1875), подполковник; женат на дочери поручика гвардии, Елизавете Сергеевне Михалковой (1822—14.03.1896).

В 1844 году Ершовы были внесены в часть III дворянской родословной книги Московской губернии.
В 1846 году на побочной дочери И. З. Ершова — Софии Ивановне — женился полковник Осип (Иосиф) Осипович Россет (1812—1854), младший брат знаменитой Россети.